# تشارلز كوربيت
تشارلز كوربيت (بالإنجليزية: Charles Corbett)‏ هو سياسي بريطاني (وحمل سابقاً جنسية المملكة المتحدة لبريطانيا العظمى وأيرلندا)، ولد في 1853، وتوفي في 20 نوفمبر 1935. حزبياً، نشط في الحزب الليبرالي. في الانتخابات العامة في المملكة المتحدة 1906 ‏، انتخب عضو برلمان المملكة المتحدة الـ28 عن دائرة East Grinstead (UK Parliament constituency) ‏ (12 يناير 1906 – 10 يناير 1910).